# ويندي (فلم)
ويندي (بالإنجليزية: Wendy) هو فيلم فنتازيا ودراما أمريكي، تم انتاجه عام 2020 بواسطة المخرج بينه زيتلن، كما شارك زيتلن بكتابة السيناريو مع إليزا زيتلن. الفيلم هو إعادة تصويرية لرواية بيتر وويندي التي كتبها جيمس ماثيو باري. تم عرض الفيلم لأول مرة في مهرجان صاندانس السينمائي بتاريخ 26 يناير 2020، ثم تم إطلاقه بشكل رسمي في 28 فبراير 2020 بواسطة شركة فوكس سيرش لايت بيكتشرز.

## القصة
تدور أحداث الفيلم في جنوب الولايات المتحدة لأخوين وأختهم الصغرى، والذين يعيشون في أحد محطات القطار، ويعتاشون من عمل أسرتهم في استراحة لرواد القطار. كانت الأخت الصغرى ويندي تحلم دائماً بتغيير حياتها عن النمط المعتاد والسعي وراء أحلامها، لذلك بدأت مغامرتها مع أخويها بعد ملاحقتهم لطفل غريب الأطوار كان يقفز بمهارة فوق قطار متحرك، مما جعل الأخوة الأطفال يلحقون به على القطار. أخيراً وصلت بهم السبل إلى جزيرة بركانية يعيش فيها أطفال ليس لهم أي وظيفة إلا اللهو، ولكن قانون هذه الجزيرة بأن لا أحد يشيخ، لكن غذا حزن أي شخص سوف يؤدي ذلك لأن يصبح عجوزاً منبوذاً.

## روابط خارجية
- مقالات تستعمل روابط فنية بلا صلة مع ويكي بيانات